# Nioboxidtrichlorid
Nioboxidtrichlorid ist eine anorganische chemische Verbindung des Niobs aus der Gruppe der Oxychloride.

## Gewinnung und Darstellung
Nioboxidtrichlorid kann durch Reaktion von Niob(V)-chlorid mit Sauerstoff bei 150 °C
{\displaystyle {\ce {2 NbCl5 + O2 -> 2 NbOCl3 + 2 Cl2}}}
oder durch Hydrolyse gewonnen werden.
{\displaystyle {\ce {NbCl5 + H2O -> NbOCl3 + 2 HCl}}}
Ebenfalls möglich ist die Darstellung durch Reaktion von Niob(V)-oxid mit Thionylchlorid bei 200 °C.
{\displaystyle {\ce {Nb2O5 + 3 SOCl2 -> 2 NbOCl3 + 3 SO2}}}
Oder durch Reaktion von Niob(V)-oxid und Niob(V)-chlorid:
{\displaystyle {\ce {Nb2O5 + 3NbCl5 -> 5 NbOCl3}}}
Erhitztes Niob(V)-oxid in einem Strom aus Chlor bei 800–850 °C ergibt ebenfalls Nioboxidtrichlorid:
{\displaystyle {\ce {2 Nb2O5 + 6 Cl2 -> 4NbOCl3 + 3 O2}}}

## Eigenschaften
Nioboxidtrichlorid liegt in Form von farblosen Nadeln vor. Oberhalb von 350 °C beginnt die Zersetzung in Niob(V)-chlorid und Niob(V)-oxid. Es ist, wie auch das entsprechende gelbe Nioboxidtribromid und schwarze Nioboxidtriiodid, sehr feuchtigkeitsempfindlich. In älterer Literatur wurde für die Verbindung eine tetragonale Kristallstruktur mit der Raumgruppe P42/mnm (Raumgruppen-Nr. 136), a = 1087 pm; c = 396 pm, angenommen, wobei neuere Untersuchungen eine nichtzentrosymmetrische Raumgruppe P421m (Nr. 113) (Wegfall der Spiegelebenen senkrecht zu den Doppelsträngen) ergaben.
Neben diesem Oxychlorid des Niobs ist auch noch Nioboxiddichlorid bekannt.